# 褐豆蟹
褐豆蟹（学名：Pinnotheres nigrans）为豆蟹科豆蟹属的动物。分布于泰国以及中国大陆的海南岛等地，生活环境为海水，营寄生生活，宿主无记录。